# イーグルス・オブ・デス・メタル
イーグルス・オブ・デス・メタル（Eagles of Death Metal、EODM）はアメリカのロックバンドである。バンド名に「デス・メタル」を掲げているが、デスメタルでなくロックンロールを得意としている。

## 経歴
1998年、カリフォルニア州パームデザートにてジョシュ・オム(クイーンズ・オブ・ザ・ストーン・エイジ)とその友人ジェス・ヒューズによって結成された。
バンド名の由来については二説ある。ひとつは、とあるバーでスコーピオンズの『ウィンド・オブ・チェンジ』に合わせて踊っていた男が「これはデスメタルだ!」と叫んだというもの。もうひとつは、ジョシュの友人がポーランドのバンド、ヴェイダーを説明する際に使ったというもの 。
ジョシュはクイーンズ・オブ・ザ・ストーン・エイジで先に成功を収め、そちらが「本職」のためこのバンドのツアーには帯同しないが、これはサイド・プロジェクトではなく、自分は音楽的に分裂症であり、2つのバンドに同時に在籍しているに過ぎないと説明している。
2006年にガンズ・アンド・ローゼズの前座を務めた際にはアクセル・ローズに"Pigeons of Shit Metal"と揶揄され首になった。

## エピソード
反イスラエル団体への抗議
反イスラエル団体ボイコット、投資撤収、制裁 (BDS) からの圧力にもかかわらず、イスラエルで公演を行った。元ピンク・フロイドのロジャー・ウォーターズはボイコットするようにと、メンバーに向けて書いていたが、「ボイコットなんてする訳ないだろ。俺の返事を教えてやろうか。どこの馬の骨とも知らない野郎が自分についてどう思うかを気にするのは時間の無駄だ。」と返答した。
パリ同時多発テロ事件

2015年11月13日、フランスパリのバタクラン劇場におけるコンサート中にテロ事件が発生し、89名の死傷者が出た。死者の中にはバンドのマーチャンダイズ・マネジャーも含まれた。メンバーはステージ奥のドアから避難して無事であった。
この件に関して、「パリに戻るのが待ちきれない。また演奏するのが待ちきれない。バタクランが再オープンする時、俺はそこで演奏する最初のバンドになりたい。そこでああいうことが起こる時、そこにいたから。我々の仲間はそこにロックンロールを観に行って死んだんだ。俺はそこに戻ってこの生を生きたいんだ。」と発言した。

## メンバー
- ジェス・ヒューズ Jesse Hughes (1998年～)
- ジョシュ・オム Josh Homme (1998年～)

### ライヴ・メンバー
- Dave Catching – ギター
- Jennie Vee – ベース
- Eden Galindo – ギター
- Jorma Vik – ドラム

## ディスコグラフィ

### アルバム
- Peace, Love, Death Metal（2004）
- Death by Sexy（2006）
- Heart On（2008）：Independent Albumsチャート3位[8]
- Zipper Down（2015）

### シングル
- I Only Want You
- Speaking in Tongues
- Shasta Beast
- I Want You So Hard (Boy's Bad News)
- I Gotta Feelin' (Just Nineteen)
- Cherry Cola
- Wannabe in L.A.：オルタナティヴ・ソングスチャート 38位[9]
- Secret Plans
- High Voltage
- Anything 'Cept the Truth
- Complexity

## DVD
- DVD by Sexy (2006)

## CMソング
| 使用されたCM                     | 使用曲                             |
| -------------------------------- | ---------------------------------- |
| Microsoft Zune                   | cherry cola                        |
| Microsoft Windows 8              | Only Want You                      |
| ポンティアック・GTO 2006         | Flames Go Higher                   |
| Sony PlayStation20周年           | Don’t Speak                        |
| ナイキ take it to the next level | Don't Speak(I Came To Make A Bang) |
| ナイキ サッカー激戦上等          | Miss Alissa                        |

## その他
- ゲーム
  - グランツーリスモ4 - I Only Want You
  - グランツーリスモ5 - I Want You So Hard (Boy's Bad News)
  - ニード・フォー・スピード カーボン - Don’t Speak（I Came to Make A Bang！）[10]
  - Midnight Club: Los Angeles - Wannabe in L.A.

- テレビや映画
  - カリフォルニケーション - Stuck in the Metal
  - スーパーナチュラル - Speaking In Tongues
  - トゥルーブラッド - I Want You So Hard (Boy’s Bad News)
  - ビールフェスタ - I Like to Move in the Night
  - だめんず・コップ2 - Got the Power、Shasta Beast、Complexity、Secret Plans、Blinded by the Light